# Rejon czekmaguszewski
Rejon czekmaguszewski (ros. Чекмагушевский район) - jeden z 54 rejonów w Baszkirii. Stolicą regionu jest Czekmagusz.
100% populacji stanowi ludność wiejska, ponieważ w regionie nie ma żadnego miasta.